# Hubert Lanz
Hubert Lanz, född den 22 maj 1896 i Entringen, död den 15 augusti 1982 i München, var en tysk militär med armégenerals grad (General der Gebirgstruppe) under andra världskriget.

## Första världskriget
Lanz deltog i första världskriget som fanjunkare i Infanterie-Regiment Nr. 125 och blev svårt sårad den 9 september 1914. Han återgick i tjänst den 4 februari 1915 efter att ha tillbringat flera månader på sjukhus och befordrades då till löjtnant. Efter krigsslutet övergick han till Reichswehr, nu med graden Oberleutnant. Efter genomgången officersutbildning gjorde han karriär inom den tyska krigsmakten, och fick den 10 november 1938 befälet över Gebirgsjäger-Regiments 100 som Oberstleutnant.

## Andra världskriget
Efter andra världskrigets utbrott i september 1939 tjänstgjorde Lanz som stabsofficer inom XVIII. Armeekorps. Han fick i oktober 1940 befälet över 1. Gebirgsdivision, och fick i uppdrag att i januari 1941 förbereda Operation Felix, det tänkta tyska anfallet mot Gibraltar. Divisionen deltog under Lanz ledning i fälttåget på Balkan, och efter Tysklands anfall på Sovjetunionen i juni 1941 tjänstgjorde Lanz på östfronten. Lanz fick den 28 januari 1943 med generals grad befälet över Armeeabteilung Lanz, med uppgiften att försvara Charkiv i Ukraina. Efter att ha inlett en evakuering av Charkiv under operation Tsvesda, trots Hitlers direkta order om att försvara staden "till sista man", fråntogs han befälet den 20 februari 1943. Han fick befälet över XXXIX. Gebirgskorps i juni 1943 och i augusti samma år över XXII. Gebirgskorps i Grekland och senare på Balkan.

## Efterkrigstiden
Lanz tillfångatogs av amerikanska styrkor den 8 maj 1945 och dömdes två år senare för krigsförbrytelser och brott mot mänskligheten till 12 års fängelse. Lanz frisläpptes emellertid efter tre år, och blev senare politiskt aktiv inom FDP. Han avled 1982.

### Webbkällor
- ”Lanz, Hubert” (på tyska). Lexikon der Wehrmacht. Volksbund Deutscher Kriegsgräberfürsorge e.V. http://www.lexikon-der-wehrmacht.de/Personenregister/L/LanzH.htm. Läst 14 februari 2012.